# China Doll

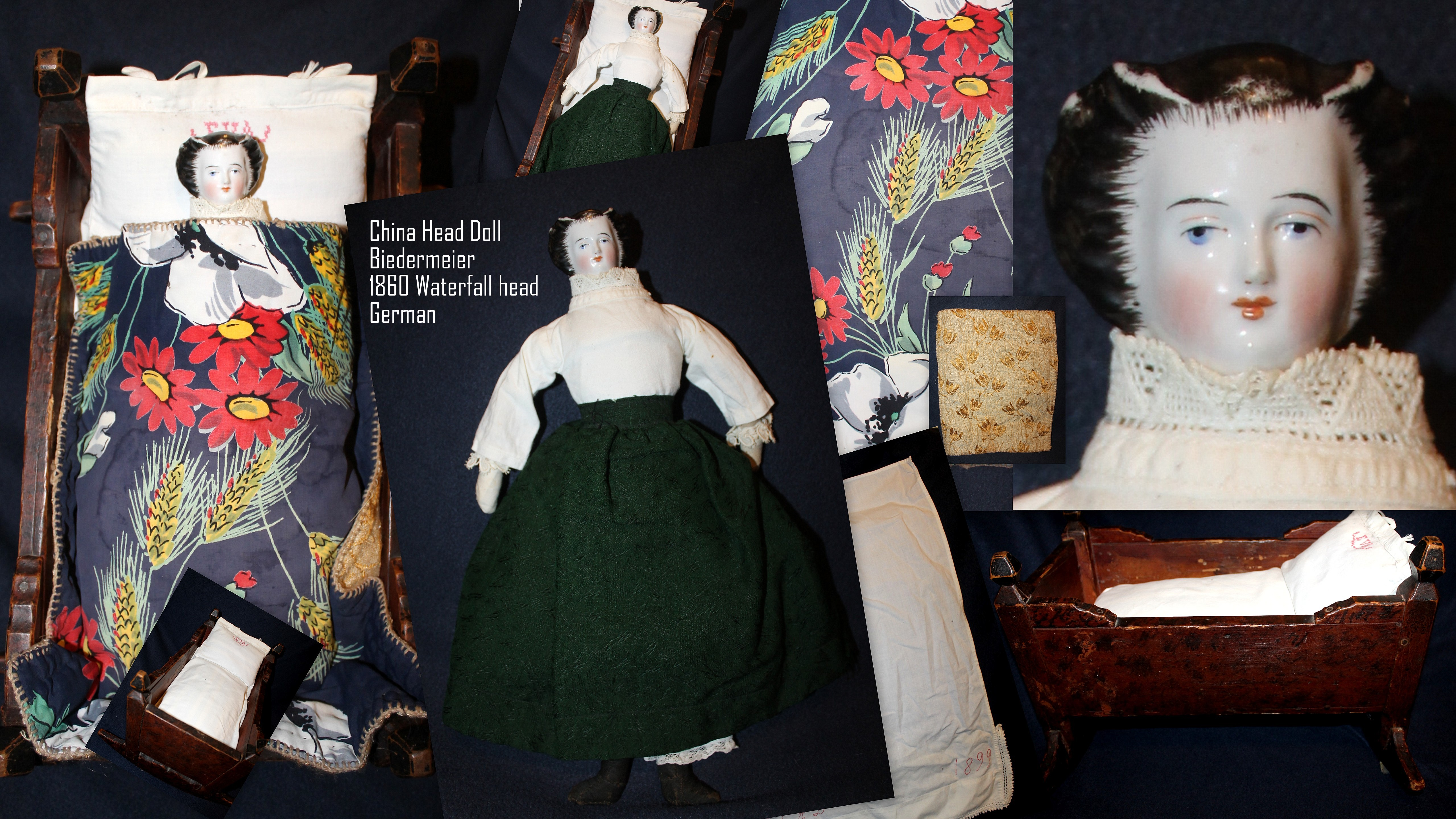

Der Ausdruck China Doll (englisch für „China-Puppe“ bzw. „Porzellanpuppe“) bezeichnet ein – vor allem in den USA verbreitetes – kulturelles Stereotyp, das ostasiatische Frauen als „exotisch“, „weiblich“, unterwürfig und übereifrig, den persönlichen und sexuellen Wünschen ihres männlichen Partners zu entsprechen, charakterisiert. Diese Frauen verlieben sich wahllos in einen meist weißen Mann – offensichtlich nur, weil er weiß ist –, der sie dann entweder verschmäht oder wieder verlässt, was ihnen das Herz bricht und in aller Regel mit ihrem Tod endet.
Das Motiv, das Pierre Loti 1887 bereits für seine Novelle Madame Chrysanthème verwendete – Giacomo Puccini komponierte danach seine Oper Madama Butterfly (1904) –, erschien seitdem auch in zahlreichen Spielfilmen. Die bedeutendste „China Doll“-Darstellerin der Stummfilmzeit war die chinesisch-amerikanische Schauspielerin Anna May Wong. Wie die unten aufgeführten Filmtitel und auch das 1994 uraufgeführte Musical Miss Saigon zeigen, erfreut sich das Thema bis in die Gegenwart unverminderter Beliebtheit.
Die Ausdrücke Lotus Blossom (englisch für „Lotosblüte“) und Geisha Girl werden in derselben Bedeutung verwendet wie China Doll.

## Filmbeispiele
- Das kleine Teehaus, USA 1956
- Sayonara, USA 1957
- Die Welt der Suzie Wong, USA 1960
- Im Jahr des Drachen, USA 1985
- Auf der Suche nach dem goldenen Kind, USA 1986
- Komm und sieh das Paradies, USA 1990
- James Bond 007 – Der Morgen stirbt nie, GB/USA 1997
- Für das Leben eines Freundes, USA 1998